# La pattuglia della strada
La pattuglia della strada (Highway Patrol) è una serie televisiva statunitense in 156 episodi trasmessi per la prima volta nel corso di 4 stagioni dal 1955 al 1959.
È una serie d'azione del genere poliziesco incentrata sulle vicende di Dan Mathews, il capitano burbero di una squadra di polizia in una città non identificata degli Stati Uniti occidentali.

## Personaggi e interpreti
- Capitano Dan Mathews (156 episodi, 1955-1959), interpretato da Broderick Crawford.
- Narratore (156 episodi, 1955-1959), interpretato da Art Gilmore.
- Sergente Ken Williams (64 episodi, 1955-1959), interpretato da William Boyett.
- Ufficiale Larrabee (31 episodi, 1955-1959), interpretato da Vance Skarstedt.
- Ufficiale Garvey (24 episodi, 1957-1959), interpretato da Ron Foster.
- Ufficiale Dennis (20 episodi, 1957-1959), interpretato da Wayne Heffley.
- Sergente Moore (20 episodi, 1955-1957), interpretato da Terry Frost.
- Ufficiale Simpson (15 episodi, 1957-1959), interpretato da Frank Warren.
- Sergente Walters (13 episodi, 1956-1957), interpretato da Stuart Whitman.
- Ufficiale Dorsey (13 episodi, 1955-1957), interpretato da Jay Douglas.
- Ufficiale (9 episodi, 1957-1958), interpretato da Joe Patridge.
- Sergente Corey (8 episodi, 1955-1956), interpretato da Morgan Jones.
- Pilota d'elicottero (8 episodi, 1955-1957), interpretato da Roy Bourgeois.
- Ufficiale Ellsworth (5 episodi, 1956), interpretato da Byron Keith.
- Ellis Colton (5 episodi, 1956-1959), interpretato da Troy Melton.
- Ufficiale Garvey (5 episodi, 1955-1957), interpretato da Jon Locke.
- Ufficiale Edwards (5 episodi, 1956), interpretato da Charles H. Gray.
- Ufficiale (5 episodi, 1958), interpretato da Morgan Windbeil.
- Pilota d'elicottero (5 episodi, 1955-1959), interpretato da Bob Gilbreath.
- David Karney (4 episodi, 1955-1958), interpretato da Michael Garth.
- Ed Kane (4 episodi, 1956-1958), interpretato da Brad Trumbull.
- Larry Gardner (4 episodi, 1956-1958), interpretato da Gene Roth.
- Dottor Leonard (4 episodi, 1956-1959), interpretato da Howard Wright.
- Dottor Henry Stoddard (4 episodi, 1955-1957), interpretato da Robert Shield.
- Dottor Feuer (4 episodi, 1957-1959), interpretato da Alan Reynolds.
- Bill Austin (4 episodi, 1956-1959), interpretato da Glenn Dixon.
- Jerry March (4 episodi, 1956-1957), interpretato da Guy Williams.

## Produzione
La serie fu prodotta da ZIV Television Programs e girata nel Red Rock Canyon State Park, a Los Angeles e a Lancaster in California.

### Registi
Tra i registi della serie sono accreditati:
- Jack Herzberg in 40 episodi (1956-1959)
- Eddie Davis in 23 episodi (1955-1959)
- Herbert L. Strock in 17 episodi (1955-1958)
- Leon Benson in 12 episodi (1955-1959)
- Lew Landers in 10 episodi (1955-1959)
- Paul Guilfoyle in 9 episodi (1955-1957)
- Lambert Hillyer in 7 episodi (1955-1956)
- Monroe P. Askins in 5 episodi (1958-1959)
- Henry S. Kesler in 3 episodi (1956-1958)
- Joseph L. Tinney Jr. in 3 episodi (1958-1959)
- Alvin Ganzer in 2 episodi (1955-1956)
- Leslie Goodwins in 2 episodi (1955)
- Gilbert Kay in 2 episodi (1956-1957)
- Harry W. Gerstad in 2 episodi (1956)
- George Blair in 2 episodi (1957)
- Derwin Abrahams in 2 episodi (1958-1959)
- Leon Chooluck in 2 episodi (1958-1959)
- Otto Lang in 2 episodi (1958-1959)
- John Florea in 2 episodi (1958)
- Barry Sullivan in 2 episodi (1958)
- Lee Berg
- Don Brinkley
- James Goldstone
- Joe Tinney

## Distribuzione
La serie fu trasmessa negli Stati Uniti dal 3 ottobre 1955 al 1º settembre 1959 in syndication. In Italia è stata trasmessa con il titolo La pattuglia della strada.
Alcune delle uscite internazionali sono state:
- negli Stati Uniti il 3 ottobre 1955 (Highway Patrol)
- nel Regno Unito il 20 novembre 1960
- in Finlandia (Highway Patrol)
- in Argentina (Patrulla de caminos)
- in Spagna (Patrulla de tráfico)
- in Italia (La pattuglia della strada)

## Episodi
| Stagione         | Episodi | Prima TV USA |
| ---------------- | ------- | ------------ |
| Prima stagione   | 39      | 1955-1956    |
| Seconda stagione | 39      | 1956-1957    |
| Terza stagione   | 39      | 1957-1958    |
| Quarta stagione  | 39      | 1958-1959    |